# Tiranet ventreblanc
El tiranet ventreblanc (Serpophaga munda) és un ocell de la família dels tirànids (Tyrannidae).

## Hàbitat i distribució
Habita matolls de Bolívia, Paraguai, sud del Brasil i nord de l'Argentina.